# 17-OH-progesteron
17-OH-progesteron of 17-hydroxyprogesteron is een C-21-steroïdhormoon dat geproduceerd wordt tijdens de synthese van glucocorticoïden en geslachtshormonen. Dit hormoon wordt voornamelijk geproduceerd in de bijnieren en in zekere mate in de geslachtsklieren, in het bijzonder het corpus luteum van de eierstok. 
Het is afgeleid van progesteron via 17α-hydroxylase, een P450c17-enzym, of van 17α-hydroxypregnenolone via 3β-hydroxysteroïd dehydrogenase/Δ5-4-isomerase. 17-OH-progesteron is een natuurlijk progestageen en verhoogt in het derde trimester van de zwangerschap wat voornamelijk te wijten is aan foetale bijnierproductie.  
Metingen van de niveaus van 17-OH-progesteron zijn bruikbaar in de evaluatie van patiënten met verdenking op congenitale bijnierhyperplasie. Enzymdefecten van 21-hydroxylase en 11β-hydroxylase leiden tot een ophoping van 17-OH-progesteron. De zeldzame patiënten met een 17α-hydroxylasedeficiëntie hebben juist zeer lage of niet detecteerbare niveaus van 17OH-.